# Full Gear (2020)
Full Gear (2020) – gala wrestlingu wyprodukowana przez federację i dla zawodników All Elite Wrestling (AEW). Odbyła się 7 listopada 2020 w Daily’s Place w Jacksonville w stanie Floryda, oprócz The Elite Deletion matchu który został nagrany tydzień wcześniej w The Hardy Compound w Cameron, Karolina Północna. Emisja była przeprowadzana na żywo przez serwis strumieniowy B/R Live w Ameryce Północnej i za pośrednictwem FITE TV na całym świecie oraz w systemie pay-per-view. Była to druga gala w chronologii cyklu Full Gear.
Na gali odbyło się dziewięć walk, w tym jedna podczas pre-show Buy In. W walce wieczoru, Jon Moxley pokonał Eddiego Kingstona w „I Quit” matchu broniąc AEW World Championship. W innych ważnych walkach, The Young Bucks (Matt Jackson i Nick Jackson) pokonali FTR (Casha Wheelera i Daxa Harwooda) zdobywając AEW World Tag Team Championship, Hikaru Shida pokonała Nylę Rose i obroniła AEW Women’s World Championship, Darby Allin pokonał Cody’ego Rhodesa wygrywając AEW TNT Championship, oraz Kenny Omega pokonał "Hangman" Adama Page’a w finale turnieju AEW World Championship Eliminator zostając pretendentem do tytułu.

## Produkcja
Full Gear oferowało walki profesjonalnego wrestlingu z udziałem wrestlerów należących do federacji All Elite Wrestling. Oskryptowane rywalizacje (storyline’y) kreowane są podczas cotygodniowych gal Dynamite i Dark oraz podczas odcinków serii Being The Elite. Wrestlerzy są przedstawieni jako heele (negatywni, źli zawodnicy i najczęściej wrogowie publiki) i face’owie (pozytywni, dobrzy i najczęściej ulubieńcy publiki), którzy rywalizują pomiędzy sobą w seriach walk mających budować napięcie. Kulminacją rywalizacji jest walka wrestlerska lub ich seria.

### Rywalizacje
23 września na odcinku Dynamite, Jon Moxley obronił tytuł AEW World Championship pokonując Eddiego Kingstona, doprowadzając go do omdlenia. 14 października, Kingston zaatakował Moxleya po jego walce z Lance Archerem, ogłaszając, że nigdy nie odklepał. W następnym tygodniu, ustalono, że Moxley będzie bronić tytułu przeciwko Kingstonowi w „I Quit” matchu na Full Gear.
30 września na odcinku Dynamite, ogłoszono, że odbędzie się ośmioosobowy turniej eliminacyjny, którego kulminacją będzie Full Gear, a zwycięzca zdobędzie przyszłą walkę o AEW World Championship. Jungle Boy, Rey Fenix, Kenny Omega, Wardlow, Colt Cabana, Adam Page, Joey Janela i Penta El Zero M zostali ogłoszeni jako uczestnicy turnieju. Turniej odbył się w następnym miesiącu, a byli partnerzy Tag Teamowi Omega i Page awansowali do finału turnieju na Full Gear.
Four-Way Tag Team match został ustalony na 14 października na odcinek Dynamite, w którym zwycięska drużyna rzuci wyzwanie FTR (Cash Wheeler i Dax Harwood) o AEW World Tag Team Championship na Full Gear. Cztery drużyny zostały wybrane losowo i były to Private Party (Isiah Kassidy i Marq Quen), Alex Reynolds i John Silver z The Dark Order, The Butcher i The Blade oraz The Young Bucks (Matt Jackson i Nick Jackson). Walkę wygrali The Young Bucks. W promocji z 28 października, The Young Bucks powiedzieli, że jeśli nie wygrają na Full Gear, nigdy więcej nie będą walczyć o tytuł.
Po tym, jak Cody walczył z Orangem Cassidym do końca limitu czasowego i utrzymał tytuł TNT Championship 14 października na odcinku Dynamite, ogłoszono, że Darby Allin będzie walczył o tytuł na Full Gear. Przed Full Gear, Cody miał rewanż o tytuł z Cassidym w Lumberjack matchu na odcinku Dynamite z 28 października, który Cody wygrał, utrzymując go jako obrońcę tytułu przeciwko Allinowi.
Po tym, jak Matt Hardy pokonał Sammy’ego Guevarę w Broken Rules matchu na All Out, Hardy wziął sobie przerwę, dopóki nie został upoważniony do powrotu z powodu kontuzji odniesionej podczas walki. Połączył się z Private Party (Isiah Kassidy i Marq Quen) jako ich menadżer, ale został zaatakowany na backstage’u przed ich walką 16 września na odcinku Dynamite. Atakujący został później ujawniony jako Guevara i została ustalona walka "The Elite Deletion", która odbyła się w The Hardy Compound w Cameron, Karolina Północna jako The Elite Deletion match.
15 lipca podczas Fight for the Fallen, Nyla Rose ujawniła Vickie Guerrero jako swoją menedżerkę. Po walce Rose, która odbyła się 13 października na odcinku Dark, duet znany jako "The Vicious Vixens" wyzwał Hikaru Shidę na pojedynek o AEW Women’s World Championship. 28 października na odcinku Dynamite Shida przyjęła wyzwanie i walka została oficjalnie ogłoszona.
MJF, który pierwotnie chciał dołączyć do stajni Chrisa Jericho The Inner Circle 13 listopada 2019 roku, chciał dołączyć do stajni po nieudanym starciu o AEW World Championship Jona Moxleya na All Out. MJF zaprosił Jericho na "Le Dinner Debonair", kolację ze stekami, podczas której wykonali "Me and My Shadow", podczas której Jericho ogłosił, że The Inner Circle zorganizuje spotkanie w Ratuszu, aby zdecydować, czy MJF powinien dołączyć do grupy. Po kilku pytaniach Erica Bischoffa i innych Jericho wspomniał, że MJF nigdy go nie pokonał i dałby mu walkę na Full Gear, pozwalając MJF-owi dołączyć do grupy, jeśli wygra.

## Wyniki walk
| Nr                                                                   | Wyniki                                                                                          | Stypulacje                                                                                     | Czas  |
| -------------------------------------------------------------------- | ----------------------------------------------------------------------------------------------- | ---------------------------------------------------------------------------------------------- | ----- |
| 1P                                                                   | Serena Deeb (c) pokonała Allysin Kay poprzez submission                                         | Singles match o NWA World Women’s Championship                                                 | 10:25 |
| 2                                                                    | Kenny Omega pokonał "Hangman" Adama Page’a                                                      | Finał turnieju AEW World Championship Eliminator                                               | 16:25 |
| 3                                                                    | Orange Cassidy pokonał Johna Silvera                                                            | Singles match                                                                                  | 9:40  |
| 4                                                                    | Darby Allin pokonał Cody’ego Rhodesa (c) (z Arnemm Andersonem)                                  | Singles match o AEW TNT Championship                                                           | 17:00 |
| 5                                                                    | Hikaru Shida (c) pokonała Nylę Rose (z Vickie Guerrero)                                         | Singles match o AEW Women’s World Championship                                                 | 14:10 |
| 6                                                                    | The Young Bucks (Matt Jackson i Nick Jackson) pokonali FTR (Casha Wheelera i Daxa Harwooda) (c) | Tag Team match o AEW World Tag Team Championship Tully Blanchard był wyrzucony z okolic ringu. | 28:35 |
| 7                                                                    | Matt Hardy pokonał Sammy’ego Guevarę                                                            | The Elite Deletion match                                                                       | 19:39 |
| 8                                                                    | MJF (z Wardlowem) pokonał Chrisa Jericho                                                        | Singles match Jeśli MJF wygra, on i Wardlow dołączą do The Inner Circle.                       | 16:10 |
| 9                                                                    | Jon Moxley (c) pokonał Eddiego Kingstona                                                        | „I Quit” match o AEW World Championship                                                        | 17:35 |
| (c) – mistrz/mistrzyni przed walkąP – walka miała miejsce w pre-show |                                                                                                 |                                                                                                |       |

### Turniej AEW World Championship Eliminator
|  | Ćwierćfinały Dynamite 21 października 2020 | Ćwierćfinały Dynamite 21 października 2020 | Ćwierćfinały Dynamite 21 października 2020 |             |                     | Półfinały Dynamite 28 października 2020 | Półfinały Dynamite 28 października 2020 | Półfinały Dynamite 28 października 2020 |  |  | Finał Full Gear | Finał Full Gear | Finał Full Gear |  |
|  |                                            |                                            |                                            |             |                     |                                         |                                         |                                         |  |  |                 |                 |                 |  |
|  | Penta El Zero M                            | Penta El Zero M                            | Forf                                       |             |                     |                                         |                                         |                                         |  |  |                 |                 |                 |  |
|  | Penta El Zero M                            | Penta El Zero M                            | Forf                                       |             |                     |                                         |                                         |                                         |  |  |                 |                 |                 |  |
|  | Rey Fenix                                  | Rey Fenix                                  | 14:00                                      |             |                     |                                         |                                         |                                         |  |  |                 |                 |                 |  |
|  | Rey Fenix                                  | Rey Fenix                                  | 14:00                                      |             | Penta El Zero Miedo | Penta El Zero Miedo                     | 17:15                                   |                                         |  |  |                 |                 |                 |  |
|  |                                            |                                            |                                            |             | Penta El Zero Miedo | Penta El Zero Miedo                     | 17:15                                   |                                         |  |  |                 |                 |                 |  |
|  |                                            |                                            | Kenny Omega                                | Kenny Omega | Pin                 |                                         |                                         |                                         |  |  |                 |                 |                 |  |
|  | Kenny Omega                                | Kenny Omega                                | Kenny Omega                                | Kenny Omega | Pin                 | Pin                                     |                                         |                                         |  |  |                 |                 |                 |  |
|  | Kenny Omega                                | Kenny Omega                                |                                            |             |                     |                                         |                                         |                                         |  |  |                 |                 |                 |  |
|  | Sonny Kiss                                 | Sonny Kiss                                 | 0:25                                       |             |                     |                                         |                                         |                                         |  |  |                 |                 |                 |  |
|  | Sonny Kiss                                 | Sonny Kiss                                 | 0:25                                       |             | Kenny Omega         | Kenny Omega                             | Pin                                     |                                         |  |  |                 |                 |                 |  |
|  |                                            |                                            |                                            |             |                     |                                         |                                         |                                         |  |  |                 |                 |                 |  |
|  |                                            |                                            | Adam Page                                  | Adam Page   | 16:25               |                                         |                                         |                                         |  |  |                 |                 |                 |  |
|  | Colt Cabana                                | Colt Cabana                                | Adam Page                                  | Adam Page   | 16:25               | 10:50                                   |                                         |                                         |  |  |                 |                 |                 |  |
|  | Colt Cabana                                | Colt Cabana                                |                                            |             |                     |                                         |                                         |                                         |  |  |                 |                 |                 |  |
|  | Adam Page                                  | Adam Page                                  | Pin                                        |             |                     |                                         |                                         |                                         |  |  |                 |                 |                 |  |
|  | Adam Page                                  | Adam Page                                  | Pin                                        |             | Adam Page           | Adam Page                               | Pin                                     |                                         |  |  |                 |                 |                 |  |
|  |                                            |                                            |                                            |             | Adam Page           | Adam Page                               | Pin                                     |                                         |  |  |                 |                 |                 |  |
|  |                                            |                                            | Wardlow                                    | Wardlow     | 9:50                |                                         |                                         |                                         |  |  |                 |                 |                 |  |
|  | Wardlow                                    | Wardlow                                    | Wardlow                                    | Wardlow     | 9:50                | Pin                                     |                                         |                                         |  |  |                 |                 |                 |  |
|  | Wardlow                                    | Wardlow                                    |                                            |             |                     |                                         |                                         |                                         |  |  |                 |                 |                 |  |
|  | Jungle Boy                                 | Jungle Boy                                 | 8:20                                       |             |                     |                                         |                                         |                                         |  |  |                 |                 |                 |  |